# Pitch Perfect (soundtrack)
Pitch Perfect: Original Motion Picture Soundtrack es la música oficial de la película del 2012, Pitch Perfect. La banda sonora fue lanzada digitalmente el 25 de septiembre de 2012 y físicamente el 2 de octubre de 2012. Tres canciones del álbum aparecieron en el Billboard Hot 100: "Cups" por Anna Kendrick que alcanzó el puesto número 6; "Bellas finals" (Price tag/Don't you (Forget about me)/Give me everything/Just the way you are/Party in the U.S.A./Turn the beat around), que alcanzó el puesto número 85; y "Riff off" (Mickey/Like a virgin/Hit me with your best shot/S&M/Let's talk about sex/I'll make love to you/Feels like the first time/No diggity), de las Barden Bellas, los Treblemakers y los BU Harmonics, que ha alcanzado su punto máximo en el número 86.
El álbum fue la sexta banda sonora más vendida del 2012 con 212.000 copias vendidas en el año. El álbum también se convirtió en la banda sonora más vendida de 2013 en los Estados Unidos, con 793.000 copias vendidas. A partir de enero de 2014, el álbum ha vendido un total de 1.017.000 copias en los EE. UU., y se convirtió en la banda sonora más vendida en la historia digital. También ha vendido 54.176 copias en Canadá.

## Sencillo
Una versión remixada y más larga de "Cups" de Anna Kendrick fue lanzado a la radio el 26 de marzo de 2013 y más tarde fue utilizado como tema musical para la Copa de Oro CONCACAF (torneo de fútbol de ese mismo año).

## Lista de canciones
Toda la música compuesta por brjdndeblejdjf. 
| me chas | |                                                     |          |  |
| N.º     | Título | Música                                              | Duración |  |
| 1.      | «Don't stop the music» | The Treblemakers                                    | 3:06     |  |
| 2.      | «Let it whip» | The Treblemakers                                    | 2:25     |  |
| 3.      | «Since u been gone» | Ester Dean y Skylar Astin                           | 2:27     |  |
| 4.      | «Cups» | Anna Kendrick                                       | 1:17     |  |
| 5.      | «Riff off: Ladies of the '80s (Mickey/Like a virgin/Hit me with your best shot), Songs about sex (S&M/Let's talk about sex/I'll make love to you/Feels like the first time/No diggity)» | The Barden Bellas, The Treblemakers y los Harmonics | 3:45     |  |
| 6.      | «Bellas regionals: The sign/Eternal flame/Turn the beat around» | The Barden Bellas                                   | 2:40     |  |
| 7.      | «Right round» | The Treblemakers (Junto a My name is Kay)           | 3:18     |  |
| 8.      | «Pool mashup: Just the way you are/Just a dream» | The Barden Bellas                                   | 1:39     |  |
| 9.      | «Party in the U.S.A.» | The Barden Bellas                                   | 1:04     |  |
| 10.     | «Trebles finals: Bright lights, bigger city/Magic in Me» | The Treblemakers                                    | 2:34     |  |
| 11.     | «Bellas finals: Price tag/Don't you (Forget about me)/Give me everything» | The Barden Bellas                                   | 3:39     |  |
| 12.     | «Toner (Instrumental suite)» | Christophe Beck y Mark Kilian                       | 2:56     |  |
| 30:50   | |                                                     |          |  |

## Edición especial
Pitch Perfect: Original Motion Picture Soundtrack (Special edition) es un EP lanzado el 18 de diciembre de 2012 en iTunes. Este contiene cuatro canciones realizadas por otros grupos rivales de The Barden Bellas y The Treblemakers.
| N.º | Título                   | Música          | Duración |  |
| 13. | «Fuck you»               | The Sockapellas | 1:12     |  |
| 14. | «Blame it on the Boogie» | The Footnotes   | 0:52     |  |
| 15. | «The final countdown»    | Hullabahoos     | 1:15     |  |
| 16. | «Open season»            | High Highs      | 3:49     |  |